# Transformação societária
Transformação societal (ou transformação societária), em sociologia, refere-se a “uma mudança sistêmica não linear, profunda e sustentada” em uma sociedade. Transformações podem ocorrer dentro de um sistema particular, como uma cidade, um sistema de transporte ou energia. As transformações societais também podem se referir a mudanças em toda uma cultura ou civilização. Tais transformações geralmente incluem mudanças não apenas sociais, mas culturais, tecnológicas, políticas e econômicas, bem como ambientais. As transformações podem ser vistas como ocorrendo ao longo de vários séculos, como a Revolução Neolítica ou em ritmo acelerado, como a rápida expansão das megacidades na China.
Os termos transformação social e transformação societal (ou societária) muitas vezes são usados de maneira intercambiável. No entanto, transformação social geralmente é usado para caracterizar um processo de mudança no status social de um indivíduo ou em sistemas ou estruturas sociais, como relações institucionais, hábitos, normas e valores; enquanto transformação societal se refere a um conjunto mais amplo de mudanças qualitativas de um sistema societal mais abrangente.
O conceito de transformações societais tem sido usado por algum tempo em disciplinas acadêmicas como economia política, economia do desenvolvimento, história ou antropologia.
Desde 2010, o conceito tem sido cada vez mais utilizado na formulação de políticas, pesquisas e mídia para apontar que ações individuais, tecnologias e políticas atuais não são suficientes para atender às metas ambientais, climáticas e de desenvolvimento sustentável. O relatório especial sobre o aquecimento global de 1,5 °C pelo Painel Intergovernamental sobre Mudanças Climáticas (IPCC) afirma que limitar o aquecimento global a 1,5 °C em relação aos níveis pré-industriais “exigiria uma mudança sistêmica transformadora, integrada ao desenvolvimento sustentável”. Analogamente, o relatório de avaliação global de 2019 da Plataforma Intergovernamental de Políticas Científicas sobre Biodiversidade e Serviços Ecossistêmicos da ONU (IPBES) concluiu que mudanças transformadoras na sociedade são cruciais para a proteção da natureza. O European Green Deal, proposto pela Comissão Europeia, considera que políticas profundamente transformadoras para reestruturar a economia da UE são fundamentais para sua visão de uma Europa mais saudável, mais verde e mais próspera.